# سيارة فارهة

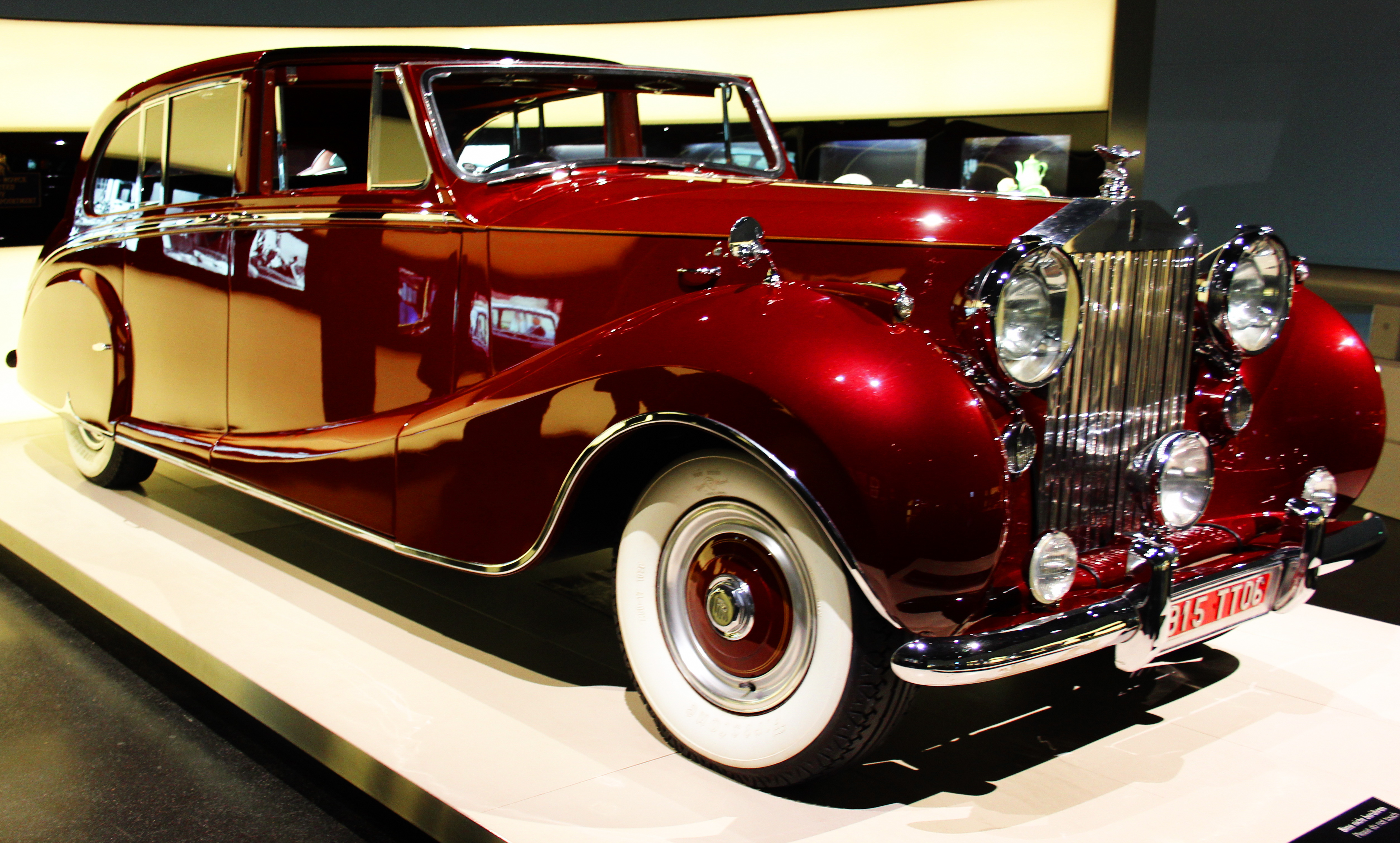

سيارة فارهة أو سيارة فخمة تهدف السيارة الفاخرة إلى تزويد السائق والركاب براحة متزايدة، ومستوى أعلى من المعدات، وجعل مقتنيها يشعر بجودة مقارنة بالسيارات العادية (مثل السيارات الاقتصادية، التي تُقصد بها أجهزة النقل الأساسية منخفضة التكلفة) مقابل سعر أكبر. المصطلح غير موضوعي ويمكن أن يستند إما إلى صفات السيارة نفسها أو صورة العلامة التجارية للشركة المصنعة لها في اذهان الناس.